# Kuća od slame
Kuća od slame je danas sve popularniji način gradnje kuća, a vjerojatno je razlog u ekonomskoj računici. Slama je poljoprivredni višak i može se nabaviti po relativno niskoj cijeni, a dobivena je vrijedna kombinacija izolacijskih i statičkih svojstava. Mogućnosti koje pruža tehnika gradnje slamom gotovo su neograničene. Zid od balirane slame moguće je koristiti kao nosivi element, gdje se konstrukcija krovišta sidri direktno na zidove. Češće se slama koristi kao ispuna, gdje se strukturalni elementi objekta grade najčešće od drveta, ali u nekim slučajevima čak i od metala ili armiranog betona. Za razliku od nekih drugih građevinskih materijala, slama pruža mogućnosti izgradnje nepravilnih, organskih oblika koji nerijetko završavaju više kao umjetničko djelo, nego samo kao kockaste kuće na koje smo navikli.
Kuća od slame može biti izvedena tako da potpuno izgleda kao objekt građen uobičajenim materijalima. Slama neprimjetno ostaje među slojevima žbuke i jedini dokaz njene prisutnosti je znatno niži račun za grijanje. Slamnati zidovi se obavezno moraju ožbukati kako bi se slama zaštitila od vanjskih utjecaja. U tu svrhu se najčešće koristi žbuka na bazi vapna, a gdje je to moguće, glinene žbuke predstavljaju izvrsnu jeftinu zamjenu. Cementna žbuka potpuno je neprikladna za korištenje u kombinaciji sa slamom, jer stvara paronepropusni sloj i zid ne diše, odnosno onemogućen je prolaz viška vodene pare iz unutrašnjosti objekta prema van. To može uzrokovati kondenzaciju vlage s unutrašnje strane zida, što rezultira truljenjem slame. Izbjegavanjem upotrebe cementa, koji ionako nije poželjan materijal u ekološkom graditeljstvu, potpuno rješavamo problem.

## Prednosti
Evo nekoliko razloga zašto se uopće upuštati u gradnju slamom:

### Održivost
Slama je obnovljivi materijal koji se može proizvoditi i uzgajati svake godine. Energija potrebna za proizvodnju ovog materijala dolazi od Sunca, koji je obnovljivi izvor energije.  Kada kuća prestane biti od koristi, slama se i nakon dugog niza godina može kompostirati ili koristiti u povrtlarstvu za malčiranje. Nema problema s otpadom.

### Zvučna izolacija
Bale slame djeluju i kao izuzetna zvučna izolacija, pa nije rijetkost da se tonski studiji grade na ovaj način. Razina buke u kućama od slame je toliko mala da boravak u ovakvoj kući djeluje smirujuće.

### Energetska učinkovitost i izolacijska svojstva
Trenutni građevinski propisi zahtijevaju da koeficijent prolaska topline, odnosno U vrijednost vanjske ovojnice objekta koji se grije, ne prelazi 0,35 W/m2K. U Europskoj uniji postoji težnja da se to smanji na 0,25. Tipičan zid od slame (najčešće debljine oko 45 cm) ima ovaj koeficijent oko 0,13 W/m2K, dakle dva do tri puta niži od modernih građevinskih materijala i mnogo niži od trenutačnih građevinskih propisa. Kad bi se u građevinu od balirane slame još ugradila i načela pasivne solarne gradnje, kao što su termalna masa i velike staklene površine sa sunčane strane, dobili bismo energetski izuzetno učinkovit objekt. Ovakva gradnja znatno smanjuje količine fosilnih goriva potrebnog za zagrijavanje tijekom zime, što naravno rezultira smanjenjem emisije CO2 u atmosferu.

### Nizak rizik od požara
Slama gori. Da, ali ožbukani slamnati zidovi su manje skloni požaru nego tradicionalne drvene kuće. Budući da je slama u balama vrlo gusto stisnuta, u njoj nema dovoljno kisika da bi se zapalila. Pokušaj da se zapali bala slame mogao bi se usporediti s pokušajem da se zapali telefonski imenik. Iako zasebne stranice gore, dok je knjiga zatvorena, nemoguće ju je zapaliti. Ne pokušavajte to kod kuće! Isto je i s balama slame. Ako pokušate zapaliti cijelu balu slame dok je još uvijek povezana konopcima, iznenadit ćete se koliko je teško. Još kad na bale slame dodamo žbuku, rizika od požara nema. To je i potvrđeno brojnim ispitivanjima na zapaljivost, o čemu možete pročitati na stranicama Njemačkog instituta za građevinska ispitivanja.

### Strukturalna stabilnost
Zidovi od balirane slame su više nego dovoljni za nošenje tipičnih tereta kao što su katovi, krovišta i teški nanosi snijega na krovu zimi. Bale slame su prošla laboratorijska i empirijska istraživanja i pokazale su se pogodnima za izgradnju najmanje dvokatnica. Ako se slama koristi samo kao ispuna, a u svrhu nosivosti se gradi konstrukcija, mogućnosti su neograničene, teoretski bi se mogli graditi i neboderi.

### Niski troškovi izgradnje
U ovom trenutku proizvodnja slame je veća od potražnje za njom. Uglavnom je se smatra otpadnim materijalom. Za objekt od 100 m2 ugrubo možemo reći da nam treba oko 400 bala slame.  Ako uzmemo najskuplju cijenu u obzir, na zidove ćemo potrošiti 4000 kuna, što je puno jeftinije nego kad bismo gradili zidove od opeke ili blokova. Osim toga, zidove od cigala ili blokova potrebno je povezati vezivnim materijalom i postaviti toplinsku izolaciju (danas se najčešće koristi ekspandirani polistiren ili mineralna vuna), što još više poskupljuje cijelu stvar. Zahvaljujući jednostavnosti izgradnje slamom, moguće je ostvariti dodatna smanjenja troškova tako da se u gradnju uključe neprofesionalni radnici. Često su budući vlasnici objekta od slame ujedno i glavni graditelji. Zidovi od slame izuzetno su pogodni za žbukanje glinom. Ako živimo u takvom podneblju da imamo pristup većoj količini gline, možemo, na primjer, iskopati jezerce i dobivenu zemlju iskoristiti za žbukanje kuće. Na taj način se dodatno štedi na građevinskom materijalu, nije potrebno kupovati vapno i pijesak (čime bismo inače žbukali).

### Zdravo životno okruženje
Slama predstavlja izrazito zdravu zamjenu modernim građevinskim materijalima. Slama je prirodan materijal i nema štetnih utjecaja. Ne uzrokuje alergije jer se ne radi o sijenu, pa ne sadrži pelud (slama je od žitarica, a sijeno je pokošena livada, pa sadrži pelud poljskog cvijeća). Kvaliteta zraka u kućama od slame bitno je bolja, jer ne ispušta nikakva isparavanja kao što su primjerice formaldehidi koje često ispuštaju moderni materijali. Osim toga, za razliku od betona, slamnati zidovi dišu, što rezultira bitno svježijim zrakom u prostorijama.

### Izgradnja je osnažujuća i zabavna
Zbog jednostavnosti, izgradnja ovakvog objekta često djeluje osnažujuće na obične, nestručne ljude koji imaju malo ili nikakvog iskustva s gradnjom.  Proces dizajniranja i izgradnje je puno dostupniji ljudima koji bi inače vjerojatno bili isključeni iz procesa. Prekrasan primjer su ženske grupe koje se bave izgradnjom kuća, a često zbog jednostavnosti izabiru baš ovu tehniku.  U patrijarhalnom društvu u kojem živimo, žene redovito bivaju isključene iz procesa gradnje uglavnom pod izgovorom da je gradnja “muški” posao zbog količine fizičkog rada.  Neprofitna mreža grupa Women Build Houses bavi se povećanjem dostupnosti graditeljskih vještina i znanja ženama, te promocijom održivog graditeljstva. 

## Stanje u Hrvatskoj
Iako se u posljednjih godina širom svijeta pojavljuje sve više kuća od balirane slame, u Hrvatskoj se ova graditeljska tehnika nedavno pojavila. Velik problem predstavlja manjak zakonske regulative za slamu kao građevinski materijal. Tako da slamu, koja iako ima bolja izolaciona svojstva od nekih priznatih izolacijskih materijala, zasad ne smijete legalno koristiti u graditeljstvu. U drugim državama, primjerice u Njemačkoj, provedena su sva potrebna ispitivanja na slami i sada se baliranu slamu može koristiti kao i svaki drugi građevinski materijal. U SAD-u se može dobiti građevinska dozvola, čak i za kuće u kojima slamnati zidovi nose krovište, dakle bez ikakve dodatne nosive konstrukcije. 
U Hrvatskoj su nedavno izgrađene prve tri kućice, a nalaze u Lopatincu kraj Čakovca, u Balama u Istri i u Vukomeriću. Sve tri kućice su proizvod otvorenih radionica koje su organizirale ekološke udruge. Radi se o malim objektiva veličine oko 12 m2, a koristit će se kao pokazni primjerci u svrhu edukacije o gradnji slamom. Sva tri objekta izgrađena su od slame od lokalnih poljoprivrednika, a zidovi su ožbukani glinom, koja je nađena na terenu ili u blizini terena izgradnje.